# Oleksandr Semchuk
Oleksandr Semchuk (ukrainisch Олександр Михайлович Семчук Oleksandr Mychajlowytsch Semtschuk; * 12. Oktober 1976 in Iwano-Frankiwsk, Ukrainische SSR) ist ein ukrainischer Violinist.

## Biografie
Erste Auszeichnungen erhielt Semchuk beim Youth Assembly of Art-Wettbewerb in Moskau. Er gewann den internationalen Mykola-Lyssenko-Wettbewerb. Für seine Arbeit als Gründer und Organisator des Kulturprojektes „Künstler für den Wiederaufbau der Ukraine“ wurde er 2002 als jüngster Musiker mit dem Titel „Verdienter Künstler der Ukraine“ ausgezeichnet. Des Weiteren erhielt Semchuk für seine pädagogische Tätigkeit und den Aufbau einer italienischen Violinschule 2013 den „Laszlo Spezzaferri“ und 2014 den „Rinaldo Rossi“-Preis.